# كنيسة سانتا ماريا دريبرس (إسطنبول)
كنيسة سانتا ماريا دريبرس  (بالتركيَّة: Meryem Ana Draperis Latin Katolik Kilisesi؛ بالإيطاليَّة: Santa Maria Draperis) هي كنيسة رومانيَّة كاثوليكيَّة تقع في منطقة بايوغلو، في مدينة إسطنبول، تركيا، وهي واحدة من الكنيسة المهمة في المدينة ويعود ذلك لأسباب تاريخيَّة مختلفة. أنشئت الكنيسة في عام 1584، وتُعد واحدة من أقدم الرعايا الرومانية الكاثوليكية في مدينة إسطنبول.
رعايا الكنيسة أساسًا هم من الشوام اللاتين وهم كاثوليك من خلفية إيطالية وفرنسية، يعود وجودهم إلى تجار الجمهوريات البحرية جنوة والبندقية الإيطاليين والممالك الصليبية بالإضافة إلى الفرنسيين الذين يعود وجودهم خلال إلى الحملة الصليبية الرابعة والإمبراطورية اللاتينية، ولا يزال يعيش أغلبهم في إسطنبول. تاريخيًا كان الشوام من أشد المؤيدين للبابوية الكاثوليكية، إضافة هناك كاثوليك أتراك عرقيًا وهم من معتنقي المسيحية (منهم متزوجين للشوام).

## تاريخ
في عام 1453 قبل بضعة أشهر من سقوط القسطنطينية على يد العثمانيين، أكمل الرهبان الفرنسيسكان بناء كنيسة القديس انطونيوس في منطقة سيركجي، على الضفة الجنوبية من منطقة القرن الذهبي (والتي كانت في ذلك الوقت من مركز التجار البندقيين في القسطنطينية)، ولكن بعد وقت قصير من سقوط المدينة أجبروا على التخلي عن الكنيسة. في عام 1584 انتقل الرهبان إلى منطقة غلطة، حيث وهبت امرأة شاميَّة لاتينيَّة تدعى كلارا ماريا دريبرس، منزلها للرهبان مع مصلى صغير، وكان يزين مذبح الكنيسة تصوير خشبي لمريم العذراء. أحرقت الكنيسة تمامًا في عام 1660، ولكن تم انقاد تصوير مريم العذراء من قبل أحد أفراد أسرة دريبرس . وبسبب حالة التدمير الكلي بسبب الحريق، فرض القانون العثماني على الرهبان إعادة الأرض إلى الدولة. وبسبب ذلك، ومن أجل إعادة بناء الكنيسة قام الرهبان بطلب فرمان من السلطان والذي يتيح لهم إعادة إعمار الكنيسة، ولكن بغياب ذلك تم هدم الكنيسة وأعيد بناؤها في عام 1663 من قبل الحكومة العثمانية. وعلى الرغم تعرض الكنيسة لعدد من الحرائق والزلازل تم دائمًا انقاذ أيقونة مريم العذراء، والتي لا تزال تزين هيكل الكنيسة الرئيسي حتى اليوم.
تعد الكنيسة جنبًا إلى جنب كاتدرائية القديس أنطون البدواني الواقعة في شارع الإستقلال، وكنيسة القديسة بنويت في بايوغلو، واحدة من ثلاثة رعايا رومانيَّة كاثوليكيَّة الرعايا تقع في الربع الشامي في مدينة إسطنبول. خلال القرن التاسع عشر أصبحت الكنيسة واحدة من الكنائس الكاثوليكية الأكثر شهرة في المدينة. في عام 1803 كان الرعية تضم حوالي من 470 الشوام المشرقيين، بالإضافة إلى العديد من الكاثوليك العرب من حلب والأرمن الكاثوليك. ولا تزال الكنيسة رسميًا تدار من قبل الرهبان الفرنسيسكان والذين يقومون في اداء الصلوات يوميًا.